# Markus Feldmann
Markus Feldmann ( 21 de Maio de 1897 - 3 de Novembro de 1958) foi um político suíço, servido como presidente da Confederação suíça em 1956.
Ele foi eleito para o Conselho Federal suíço em 13 de Dezembro de 1951 e terminou o mandato a 3 de Novembro de 1958.